# Pelati
Pelati so konzervirani olupljeni paradižniki, ki so vsestransko uporabni v picerijah in v gostinskih obratih. Za proizvodnjo pelatov so najprimernejši srednje veliki paradižnik, ki imajo čvrsto meso, so podolgovati in brez reber.